# الغرفة التجارية الصناعية بتبوك
الغرفة التجارية الصناعية بتبوك في السعودية، أُنشئت بقرار وزير التجارة السعودي المرقّم 1592 بتاريخ 3 ربيع الثاني 1401 هـ.

## الرؤية
أن تكون تبوك مركزًا ووجهة استثمارية واعدة بما يحقق التنمية الاقتصادية المستدامة وفق رؤية المملكة 2030.

## الرسالة
تمكين قطاع الأعمال بتبوك للقيام بدوره في برنامج التحول الوطني 2020.

## غرف تجارية سعودية أخرى
- مجلس الغرف السعودية
- الغرفة التجارية الصناعية بالرياض
- الغرفة التجارية الصناعية بالباحة
- الغرفة التجارية الصناعية بمكة المكرمة
- الغرفة التجارية الصناعية بجدة
- غرفة الشرقية

## روابط أخرى
- الغرفة على تويتر
- الموقع الرسمي